# Греко-римская борьба на летних Олимпийских играх 1912 — до 60 кг
| Действующие чемпионы                                     |
| -------------------------------------------------------- |
| Чемпион Олимпийских игр (до 66,6 кг.) Энрико Порро (ITA) |
| Чемпион мира Антти Хювёнен (FIN)                         |
| Чемпион Европы (до 66,6 кг.) Карой Мартон (HUN)          |

Соревнования по греко-римской борьбе в рамках Олимпийских игр 1912 года в полулёгком весе (до 60 килограммов) прошли в Стокгольме с 6 по 15 июля 1924 года на Олимпийском стадионе. 
Турнир проводился по системе с выбыванием после двух поражений. Тот круг, в котором число оставшихся борцов становилось меньше или равно количеству призовых мест, объявлялся финальным, и борцы, вышедшие в финал, проводили встречи между собой. 
Схватка по регламенту турнира продолжалась 30 минут, по окончании 30-минутного раунда судьи могли назначить ещё 30-минутный раунд и так далее, без ограничения количества дополнительных раундов.
В годы, предшествующие олимпиаде, был проведён ряд турниров, которые назывались чемпионатами мира. Из их победителей в Стокгольм приехал лишь Хайнрих Раус, однако он выбыл из олимпийского турнира. В категории доминировали финские спортсмены, которые заняли два призовых места и шесть мест из первой восьмёрки. Чемпионом игр стал Каарло Коскело, победивший в обеих финальных встречах. Второе место занял Георг Герштакер, проигравший Коскело в финале, третье место завоевал Отто Ласанен, потерпевший поражение в обеих финальных встречах.

## Призовые места
- Каарло Коскело
- Георг Герштакер
- Отто Ласанен

## Первый круг
| Поражений | Участник 1           | Результат    | Участник 2          | Поражений |
| --------- | -------------------- | ------------ | ------------------- | --------- |
| 0         | Вилле Лемусвирта     | Туше (2:30)  | Перси Кокингс       | 1         |
| 0         | Калле Лейвонен       | Туше (2:30)  | Мариано Чай         | 1         |
| 0         | Микаэль Хесдаль      | По очкам     | Бруно Окессон       | 1         |
| 0         | Эрик Ёберг           | Туше (9:00)  | Альфред Тейлор      | 1         |
| 0         | Кристиан Арнесен     | Туше (10:00) | Йозеф Беранек       | 1         |
| 0         | Павел Павлович       | Туше (34:00) | Карл Карлссон       | 1         |
| 0         | Отто Ласанен         | По очкам     | Арвид Бекман        | 1         |
| 0         | Рагнвальд Гуллаксен  | По очкам     | Эвальд Перссон      | 1         |
| 0         | Арво Кангас          | Туше (4:00)  | Александр Акондинов | 1         |
| 0         | Гарри Ларссон        | По очкам     | Конрад Штейн        | 1         |
| 0         | Йожеф Понграц        | Туше (6:00)  | Уильям Лайшон       | 1         |
| 0         | Хьюго Юханссон       | Туше (12:00) | Джонни Андерсен     | 1         |
| 0         | Георг Герштакер      | Туше (38:00) | Андраш Соски        | 1         |
| 0         | Вернер Хетмар        | Туше (3:00)  | Ристо Мустонен      | 1         |
| 0         | Лаури Хаапанен       | Туше (2:00)  | Антонио Перейра     | 1         |
| 0         | Джордж МакКензи      | По очкам     | Александрс Миезитис | 1         |
| 0         | Карл-Георг Андерссон | Туше (12:30) | Карл Хансен         | 1         |
| 0         | Каарло Коскело       | По очкам     | Хайнрих Раус        | 1         |
| 0         | Фридрих Шаррер       | Туше (15:00) | Джордж Ретцер       | 1         |

## Второй круг
| Поражений | Участник 1          | Результат    | Участник 2           | Поражений |
| --------- | ------------------- | ------------ | -------------------- | --------- |
| 0         | Вилле Лемусвирта    | Туше (7:00)  | Мариано Чай          | 2         |
| 0         | Калле Лейвонен      | Туше (12:00) | Перси Кокингс        | 2         |
| 1         | Бруно Окессон       | По очкам     | Альфред Тейлор       | 2         |
| 0         | Эрик Ёберг          | По очкам     | Микаэль Хесдаль      | 1         |
| 0         | Йозеф Беранек       | Неявка       | Карл Карлссон        | 2         |
| 0         | Павел Павлович      | По очкам     | Кристиан Арнесен     | 1         |
| 1         | Арвид Бекман        | Туше (6:00)  | Рагнвальд Гуллаксен  | 1         |
| 0         | Отто Ласанен        | Туше (10:00) | Эвальд Перссон       | 2         |
| 0         | Гарри Ларссон       | По очкам     | Арво Кангас          | 1         |
| 1         | Александр Акондинов | Туше (9:00)  | Конрад Штейн         | 2         |
| 0         | Йожеф Понграц       | Туше (6:30)  | Джонни Андерсен      | 2         |
| 0         | Хьюго Юханссон      | Туше (7:00)  | Уильям Лайшон        | 2         |
| 0         | Георг Герштакер     | Туше (43:00) | Ристо Мустонен       | 2         |
| 0         | Лаури Хаапанен      | Туше (17:00) | Андраш Соски         | 2         |
| 0         | Вернер Хетмар       | Туше (11:00) | Александрс Миезитис  | 2         |
| 1         | Антонио Перейра     | Неявка       | Джордж МакКензи      | 1         |
| 0         | Каарло Коскело      | Туше (7:30)  | Карл Хансен          | 2         |
| 0         | Фридрих Шаррер      | Туше (17:00) | Карл-Георг Андерссон | 1         |
| 1         | Хайнрих Раус        | Неявка       | Джордж Ретцер        | 2         |

## Третий круг
| Поражений | Участник 1           | Результат    | Участник 2          | Поражений |
| --------- | -------------------- | ------------ | ------------------- | --------- |
| 0         | Вилле Лемусвирта     | Туше (5:00)  | Микаэль Хесдаль     | 2         |
| 0         | Калле Лейвонен       | По очкам     | Эрик Ёберг          | 1         |
| 0         | Йозеф Беранек        | По очкам     | Павел Павлович      | 1         |
| 1         | Арвид Бекман         | Туше (6:00)  | Кристиан Арнесен    | 2         |
| 0         | Отто Ласанен         | Туше (15:00) | Рагнвальд Гуллаксен | 2         |
| 1         | Арво Кангас          | Туше (4:00)  | Йожеф Понграц       | 1         |
| 0         | Гарри Ларссон        | Туше (31:00) | Александр Акондинов | 2         |
| 0         | Георг Герштакер      | По очкам     | Хьюго Юханссон      | 1         |
| 0         | Лаури Хаапанен       | Туше (20:00) | Вернер Хетмар       | 1         |
| 1         | Карл-Георг Андерссон | Туше (2:00)  | Антонио Перейра     | 2         |
| 0         | Каарло Коскело       | По очкам     | Фридрих Шаррер      | 1         |
| 1         | Хайнрих Раус         | Неявка       | Джордж МакКензи     | 2         |

## Четвёртый круг
| Поражений | Участник 1       | Результат    | Участник 2           | Поражений |
| --------- | ---------------- | ------------ | -------------------- | --------- |
| 0         | Вилле Лемусвирта | По очкам     | Хайнрих Раус         | 2         |
| 0         | Калле Лейвонен   | Туше (1:30)  | Йозеф Беранек        | 1         |
| 1         | Эрик Ёберг       | Неявка       | Павел Павлович       | 2         |
| 1         | Арво Кангас      | Неявка       | Арвид Бекман         | 2         |
| 0         | Отто Ласанен     | Туше (45:00) | Гарри Ларссон        | 1         |
| 1         | Георг Герштакер  | Туше (1:00)  | Лаури Хаапанен       | 1         |
| 1         | Хьюго Юханссон   | Неявка       | Йожеф Понграц        | 2         |
| 1         | Вернер Хетмар    | Туше (45:00) | Фридрих Шаррер       | 2         |
| 0         | Каарло Коскело   | По очкам     | Карл-Георг Андерссон | 2         |

## Пятый круг
| Поражений | Участник 1     | Результат                           | Участник 2       | Поражений |
| --------- | -------------- | ----------------------------------- | ---------------- | --------- |
| 1         | Эрик Ёберг     | По очкам                            | Вилле Лемусвирта | 1         |
| 0         | Калле Лейвонен | Туше (49:00)                        | Гарри Ларссон    | 2         |
| 1         | Отто Ласанен   | Дисквалификация обоих (пассивность) | Хьюго Юханссон   | 2         |
| 1         | Арво Кангас    | Туше (18:00)                        | Георг Герштакер  | 1         |
| 0         | Каарло Коскело | Туше (12:00)                        | Вернер Хетмар    | 2         |
| 1         | Лаури Хаапанен | Неявка                              | Йозеф Беранек    | 2         |

## Шестой круг
| Поражений | Участник 1      | Результат    | Участник 2       | Поражений |
| --------- | --------------- | ------------ | ---------------- | --------- |
| 1         | Эрик Ёберг      | По очкам     | Лаури Хаапанен   | 2         |
| 1         | Георг Герштакер | Туше (57:00) | Вилле Лемусвирта | 2         |
| 1         | Отто Ласанен    | Туше (3:00)  | Калле Лейвонен   | 1         |
| 1         | Каарло Коскело  | Туше (18:00) | Арво Кангас      | 2         |

## Седьмой круг
| Поражений | Участник 1      | Результат    | Участник 2     | Поражений |
| --------- | --------------- | ------------ | -------------- | --------- |
| 1         | Георг Герштакер | По очкам     | Калле Лейвонен | 2         |
| 1         | Отто Ласанен    | Туше (50:00) | Эрик Ёберг     | 2         |
| 0         | Каарло Коскело  | Пропускал    |                |           |

## Финал
| Поражений | Участник 1      | Результат    | Участник 2      | Поражений |
| --------- | --------------- | ------------ | --------------- | --------- |
|           | Георг Герштакер | Туше (2:13)  | Отто Ласанен    |           |
|           | Каарло Коскело  | По очкам     | Отто Ласанен    |           |
|           | Каарло Коскело  | Туше (24:00) | Георг Герштакер |           |